# إيكوكو تاني
إيكوكو تاني (باليابانية: 谷育子؛ بالكانا: たに いくこ) هي مؤدية صوت وممثلة يابانية، ولدت في 9 أبريل 1939 في طوكيو في اليابان.

## أعمال

### أفلام
- (2015) موكب الموت

### مسلسلات
- موكب الموت